# Madonna Harris
Madonna Harris, geborene Madonna Gilchrist, MBE (* 15. August 1956 in Hamilton) ist eine neuseeländische Unternehmerin und ehemalige Sportlerin. Sie ist neben Christopher Nicholson eine von zwei Neuseeländern, die sowohl an olympischen Sommer- wie auch Winterspielen teilnahm.

## Werdegang
Madonna Harris ist eine der vielseitigsten Sportlerinnen Neuseelands. 1977 und 1978 spielte sie in der neuseeländischen Basketballnationalmannschaft und war Mitglied des Leichtathletiknationalkaders. 1977 startete sie für ihr Land bei den Pacific Conference Games in Canberra über 400 Meter Hürden. Zudem war sie die Meisterin im Fünfkampf von Waikato.
1978 ging Harris mit Stipendien in Leichtathletik und Basketball in die Vereinigten Staaten an die Utah State University und heiratete dort drei Jahre später den Skilehrer John Harris. In der Folge wurde sie selbst Skilehrerin und begann mit Wettkämpfen im Skilanglauf. Zur gleichen Zeit spielte sie Fußball für Utah und begann mit Triathlon. Im Alter von 28 Jahren rutschte sie beim Joggen auf Eis aus, trainierte in den folgenden Wochen auf dem Rad und begeisterte sich für den Radsport.
1986 und 1987 startete Madonna Harris bei Straßenweltmeisterschaften. Ebenfalls 1987 wurde sie Fünfte in der Einerverfolgung bei den Bahnweltmeisterschaften.
Da Harris zu diesem Zeitpunkt seit zehn Jahren in den USA lebte, war ihr Name in Neuseeland so gut wie unbekannt. Das änderte sich jedoch, als sie bei den Olympischen Winterspielen 1988 in Calgary am 20-Kilometer-Langlauf teilnahm, auch wenn sie nur Platz 40 belegte. Im selben Jahr ging sie bei den Olympischen Sommerspielen in Seoul im Straßenrennen an den Start, das sie aber wegen mehrerer Reifendefekte nicht zu Ende fahren konnte. 1989 belegte sie bei den Straßenweltmeisterschaften Platz fünf, gleichzeitig hielt sie mehrere neuseeländische Meistertitel auf Straße und Bahn. Bei den Commonwealth Games 1990 in Auckland errang sie Gold in der Einerverfolgung auf der Bahn und wurde Vierte im Straßenrennen. Bei den Bahnweltmeisterschaften im japanischen Maebashi wurde sie Vizeweltmeisterin in der Einerverfolgung hinter der mehrfachen Weltmeisterin aus den Niederlanden, Leontien Zijlaard-van Moorsel.
Ebenfalls 1990 lernte Madonna Harris Paul Jeffrey kennen, ihren künftigen Lebensgefährten. Das Paar gründete erfolgreich ein Unternehmen für pflanzliche Kosmetik.
Harris und Jeffrey wandten sich mit ihren sportlichen Aktivitäten dem Distanzreiten zu, und Madonna Harris nahm an internationalen Wettbewerben teil. 2010 belegte sie den dritten Platz beim Mongol Derby, einem Distanzritt über 1000 Kilometer durch die Mongolei, an dem 16 Reiter teilnahmen.

## Ehrungen
1990 wurde Madonna Harris mit dem Order of the British Empire ausgezeichnet.

## Radsporterfolge
1989
- Neuseeländische Meisterin - Straßenrennen

1990
- Weltmeisterschaft - Einerverfolgung